# Piana d'Abruzzo
Piana d'Abruzzo è un dipinto di Adone Comboni. Eseguito nel 1923, appartiene alle collezioni d'arte della Fondazione Cariplo.

## Descrizione
Si tratta di un paesaggio dall'atmosfera crepuscolare, caratterizzato da una gamma cromatica tenue e delicata e realizzato durante un soggiorno di Comboni in Abruzzo.

## Storia
Realizzato nel 1923, il dipinto fu esposto presso la Permanente nell'ambito dell'esposizione annuale del 1924. In quell'occasione venne acquistato dalla Fondazione Cariplo.